# Sociofysik
Sociofysik eller socialfysik er et tværfagligt område, der undersøger sociologiske systemer, såsom grupper af mennesker, ved brug af metoder fra fysikken. Sociofysik er således typisk udført af fysikere snarere end af sociologer. Da grupper kan ses som bestående af mange individer, trækker sociofysik ofte på resultater fra statistisk mekanik - et eksempel herpå er Sznajd-modellen.
Relateret til sociofysik er økonofysik, der bruger fysiske metoder til at beskrive økonomi. Mindre kendt er kærlighedsdynamik, der beskriver romantiske forhold.

## Yderligere eksempler på sociofysik
- Fodgængerdynamik
- Køteori
- Opinionsdynamik